# Трбоје (Шенчур)
Трбоје (словен. Trboje) је насељено мјесто у општини Шенчур, Горењска регија, Словенија.

## Историја
До територијалне реорганизације у Словенији било је у саставу старе општине Крањ.

## Становништво
У попису становништва из 2011. године, Трбоје је имало 662 становника.
| Број становника према пописима | Број становника према пописима | Број становника према пописима |
| ------------------------------ | ------------------------------ | ------------------------------ |
| 1991                           | 2002                           | 2011                           |
| 524                            | 551                            | 662                            |

## Галерија
- капелица
- Трбојско језеро
- детаљ са језера